# Grupo Evangelista
O Grupo Evangelista (GEVAN) é um grupo empresarial brasileiro do setor de transportes da Bahia, atuando nas áreas de fretamento, urbano e turismo. Sediado em Salvador, as empresas do grupo controlam 35% da frota de ônibus da cidade. Cinco empresas do transporte urbano soteropolitano e quatro do metropolitano fazem parte atualmente do grupo: Axé, Boa Viagem, Praia Grande, Joevanza, União, Litoral Norte, Costa Verde, Cidade Industrial e Expresso Metropolitano. Ao total, o GEVAN possui 5.100 funcionários e frota de mais de mil de ônibus.

## História
O grupo foi fundado por iniciativa do empresário baiano João Evangelista de Souza (Jonga) a partir da Empresa de Transportes Joevanza S/A, em 1970. A partir dessa primeira empresa de ônibus, novas foram sendo agregadas. Em 1987, a Auto Expresso Ypiranga foi comprada, renomeada para Boa Viagem Transportes Ltda e encaminhada à administração de José Augusto Evangelista de Souza, o primogênito de Jonga. Em 1992, nova empresa é fundada, a Empresa de Transportes União, administrada por Ivan Luis Evangelista de Souza, filho caçula de Jonga. Em 1994, impedimentos legais em relação ao tamanho crescente da Joevanza fizeram a criação doutras duas empresas, a Violeta Transportes Ltda (Vitral), entregue à administração da filha Maria Perpetua Evangelista de Souza, e a Axé Transportes Ltda, cuja administração foi dada a outro filho, Paulo Roberto Evangelista de Souza. Em 1996, a maior empresa atualmente do grupo foi criada, a Praia Grande Transportes.
Em 1998, a Vitral foi vendida. No mesmo ano foram fundadas a Viação Litoral Norte e a Empresa de Transporte Costa Verde. Em 2003, a Viação Cidade Industrial foi comprada e incorporada ao grupo.
Na licitação ocorrida em 2014 do Sistema de Transporte Coletivo por Ônibus de Salvador (STCO), quatro das empresas do grupo formaram um dos consórcios vencedores. O consórcio Plataforma, integrado pelas subsidiárias Praia Grande, Axé, Boa Viagem e Joevanza, é responsável pela área A (Subúrbio Ferroviário e Península Itapagipana), onde há 129 linhas. Uma quinta empresa do grupo, a União, participou da licitação integrando outro consórcio, o Consórcio Ótima, responsável pelas 145 linhas da área B (Miolo), do qual também fazem parte o Grupo São Cristóvão (São Cristóvão e Modelo), Expresso Vitória, RD, Transol, Triunfo e Unibus Bahia.